# Olov Svensk
Johan Olov Svensk, född 8 december 1929 i Insjön, Kopparbergs län, är en svensk reklamtecknare och målare.
Han är son till diversearbetaren Svensk Karl Johan Persson och Anette Högberg och från 1960 gift med textilarbetaren Agneta Berita Nyman. Svensk studerade vid Berghs reklamskola i Stockholm 1954–1955 och vid Arbetarnas bildningsförbunds målarskola 1960–1963. Vid sidan av sina illustrationsuppdrag var han verksam som konstnär och medverkade i Dalarnas konstförenings salonger i Falun. Hans konst består av stilleben, figurmotiv och landskapsskildringar i olja, pastell, gouache och tusch.

## Fotnoter
1. ↑  Artists of the World, Walter de Gruyter, 17 januari 2022, Artists of the World konstnärs-ID: 00310791, läs online och läs online.[källa från Wikidata]